# 野川愛
野川 愛（のがわ あい、1955年12月24日 - ）は、日本の元女優。本名、波多野 万理子（はたの まりこ）。
東京都出身。青山学院女子短期大学卒業。川崎事務所、ハセガワルームに所属していた。

## 人物
1970年代 後半から1980年代に掛けて、テレビドラマと映画に出演。
1976年、降板した松葉夕子に代わり『忍者キャプター』（東京12チャンネル）で、天堂美樹  / 花忍キャプター3（2代目）役を演じた。
特技はピアノ、スキー。

## 出演

### テレビドラマ
- 忍者キャプター（1976年 - 1977年、12ch） - 天堂美樹 / 花忍キャプター3（2代目）
- 5年3組魔法組（1977年、NET） - 竹田理恵
- 超神ビビューン  第29話「願いがかなう? 恐怖の絵ローソク」（1977年、NET） - 蝋燭売りの女（吹き消し お婆）
- 特別機動捜査隊 第799話「娘の思春期」（1977年、NET） - 関根知子
- 俺たちの朝  第28話「母と不良少女とすんません」（1977年、NTV） - エイコ
- 人形佐七捕物帳 第9話「冥土の恨み独楽」（1977年、ANB） - 松吉の姉
- ロボット110番  第30話「ガンガラファイトを取り戻せ」（1977年、ANB） - 須形ウララ
- 新幹線公安官 第1シリーズ  第10話「追跡! こだま229号」（1977年、ANB） - パティ
- 桃太郎侍  第68話「浮かれ女も恋をする」 （1978年、NTV）
- 球形の荒野（1978年、CX）
- 特捜最前線（ANB）
  - 第63話「痴漢・女子大生被害レポート!」（1978年） - 痴漢被害に遭う女子高生
  - 第119話「サウスポーは死の匂い!」（1979年）
  - 第172話「乙種締状指紋の謎!」（1980年）
  - 第319話「一億円と消えた父!」（1983年）
- 大江戸捜査網（12ch → TX）
  - 第350話「音次郎を狙う狼の牙」（1978年）
  - 新・大江戸捜査網 第4話「密会は殺しの誘い」（1984年） - 米
- 吉宗評判記 暴れん坊将軍  第35話「爆薬を抱いた花嫁」（1978年、ANB） - おたえ
- スパイダーマン  第19話「まぼろしの少年 地図にない村」（1978年、12ch） - 美代
- 大追跡  第18話「レディー・キラー」（1978年、NTV） - 三浦弓子
- がんばれ! レッドビッキーズ  第42話「石黒コーチの縁談」（1978年、ANB） - 上田幸子
- ふしぎ犬トントン 第9話「タローのクリスマスプレゼント」（1978年、CX）
- チェックメイト78 第22話「銃口の前に立つ警部」（1979年、ABC） - 神谷早苗
- おやこ刑事 第9話「人間狩り、あの女を追え」（1979年、12ch）
- バトルフィーバーJ  第32話「ふるさと殺人村」（1979年、ANB） - 山中美代
- 翔んでますえ（1979年 - 1980年、YTV）
- 仮面ライダー (スカイライダー)  第31話「走れXライダー! 筑波洋よ死ぬな!!」、第32話「ありがとう神敬介! とどめは俺にまかせろ!!」（1980年、MBS） - ユキ子
- 鬼平犯科帳（ANB）
  - 第1シリーズ 第15話「影法師」（1980年）
  - 第3シリーズ（1982年） - こはる
- 非情のライセンス 第3シリーズ 第12話「兇悪の骨・肌を売る捜査官」（1980年、ANB）
- 西部警察  第50話「少女の叫び」（1980年、ANB） - 野川ジュンコ（南渋谷総合病院看護婦）
- ポーラテレビ小説
  - 愛をひとつまみ （1981年 - 1982年、TBS） - 品川和美
  - 朝の夢（1986年、TBS）
- 闇を斬れ（1981年、KTV） - おさき
  - 第2話「春風に泣いた血汐花」
  - 第4話「地獄の賄賂貸し」
  - 第5話「恋姿・謎の美剣士」
- 文吾捕物帳（ANB） - おまつ
  - 第10話「復讐さざんかの舞」（1981年）
  - 第12話「美しき殺人鬼」 - 第16話「乳房の別れ」（1982年）
  - 第20話「嵐に揺れる母子草」（1982年）
  - 第21話「失った女の過去」（1982年）
  - 第23話「ほくろ悪女いい女」（1982年）
  - 第25話「嘘は涙かため息か」（1982年）
- 金曜ミステリー劇場 / 六月の危険な花嫁（1982年、TBS）
- 柳生十兵衛あばれ旅（ANB） - おいみ
  - 第4話「天狗の弱みは美女だった」（1982年）
  - 第6話「上州女にからっ風」（1982年）
  - 第7話「宿場に散った花一輪」（1982年）
  - 第16話「美女の妖刀魔殿」（1983年）
- 時代劇スペシャル / 大奥犯科帳 （1983年、CX）
- 太陽にほえろ!（NTV）
  - 第558話「疾走24時間」（1983年） - 伊藤淳子
  - 第603話「陽炎の街」（1984年） - 上野暁子
- 土曜ワイド劇場（ANB）
  - 団地妻のさけび（1983年）
  - 密会の宿殺人事件II 「消し忘れたビデオの女」（1986年）
- 大奥 （1983年、CX）
  - 第27話「塵に咲く花」
  - 第37話「さらば! 田園交響楽」 - 玉路
- 木曜ゴールデンドラマ / 誘拐! 脅迫!（1983年、YTV）
- 遠山の金さん（ANB）
  - 第1シリーズ 第74話「越後三味線 さすらいの女」（1983年）
  - 第2シリーズ 第18話「女ごころ!」（1986年） - お旬
- ライオン奥様劇場 / 私は許さない（1984年、CX）
- 火曜サスペンス劇場 / 罠に落ちた女（1984年、NTV）
- ニュードキュメンタリードラマ昭和 松本清張事件にせまる 第7話「下山総裁怪死事件 マイ・レール・ロード」（1984年、ANB）
- 大岡越前 第8部 第6話「嘘つき婆さんの恩返し」（1984年、TBS） - 夜鷹
- 痛快!OL通り 第1話（1986年、TBS） - 先輩OL

### 映画
- 人間の証明（1977年、東映） - 君子（ホステス）
- ダンプ渡り鳥（1981年、東映） - ウエイトレス
- 青春の門 自立篇（1982年、東映） - 看護婦

### オリジナルビデオ
- バイオセラピー（1986年、にっかつ）